# Z-Men
Z-Men (Attack Force Z) è un film del 1981 diretto da Tim Burstall.
Il film, che ha tra i protagonisti Sam Neill e Mel Gibson, narra un'operazione effettuata da un'unità delle forze speciali alleate denominata "Z Special Unit" che fu protagonista di numerosi interventi nel teatro del Pacifico sud-occidentale della seconda guerra mondiale.

## Trama
Durante la seconda guerra mondiale, un'unità di forze speciali alleate sotto il comando australiano (noti come Z-Men) sbarca in un'isola del Pacifico sud-occidentale con il difficile e pericoloso compito di localizzare e mettere in salvo i passeggeri di un aereo americano precedentemente precipitato sull'isola.
I cinque uomini giungono sull'isola con due piccoli kayak, salpati da un sommergibile. Dopo uno scontro a fuoco vinto con dei giapponesi, uno di essi è ferito e così, valutato che non potrà sostenere l'operazione e che se lasciato solo verrà fatto prigioniero, il sergente Costello lo uccide.
Trovata solidarietà nella popolazione locale, di etnia cinese, i quattro si dirigono verso l'aereo precipitato ma hanno un nuovo scontro a fuoco con i giapponesi. Quindi il tenente Veitch, un olandese, torna al villaggio dove i giapponesi nel tentativo di scovare lo stesso commando e il capo della resistenza Lin, torturano la giovane Chien figlia di questo fin quando un suo fratellino non rivela il nascondiglio. Si tratta in realtà di un'indicazione errata, che dà tempo ai resistenti di riorganizzarsi.
Il capitano Kelly ha intanto raggiunto i due superstiti dell'aereo. Si tratta di un americano e del giapponese Imoguchi, una personalità legata al governo che è a conoscenza di segreti che permetterebbero agli americani di concludere il conflitto rapidamente. Solo Kelly era a conoscenza che la consegna di Imoguchi, a qualsiasi costo, è il vero obiettivo della missione.
Mentre Veitch, innamoratosi della giovane Chien, affianca la resistenza in appoggio all'operazione degli Z-Men, gli altri cercano di recuperare i kayak per portare via il prezioso prigioniero, per altro ferito.
Nel furioso conflitto a fuoco finale restano vivi solo la ragazza e il capitano Kelly, che, giunto al largo sul kayak, scopre che Imoguchi è stato colpito da una pallottola ed è morto.